# Ridder Rob
Ridder Rob is een parodie op kinderseries van Studio 100. Sinds 2007 is dit een onderdeel van het satirische televisieprogramma Koefnoen van de AVRO.
Ridder Rob, naar eigen zeggen een productie uit "het audiovisuele frietkot Studio 100", is gebaseerd op onder meer Kabouter Plop, Piet Piraat en Samson en Gert.

## Formule
Net als bovengenoemde kinderseries heeft het programma een kleine cast en een beperkt decor en wordt iedere aflevering een "koddig voorval" van eerder die dag verteld. Iedere aflevering begint met Ridder Rob die de kijkers welkom heet en toespelingen maakt op een avontuur dat hij niet gaat vertellen. Vervolgens vertelt hij een ander verhaal.
Aan het einde van elke aflevering weet niemand van de cast hoe ze een logisch einde kunnen maken. Na het obligate "Die malle Ridder Rob!" door Jonkvrouw Ann, rondt Schildknaap Jeanet standaard af met de woorden "En zo kwam alles toch nog goed", waarop Ridder Rob "Benieuwd wat er de volgende keer weer gaat gebeuren?" zegt, waarop een van de anderen antwoordt "Ik denk exact hetzelfde zo hè". Ridder Rob is dit met hem eens, zo blijkt uit zijn repliek: "Ja, dat zit er dik in ja. Dag ridders en ridderinnekes, tot de volgende keer."

## Personages
De vaste personages zijn:
- Ridder Rob, draagt een helm die telkens dichtvalt en zegt 'verroest' wanneer het hem niet meezit (gespeeld door Paul Groot).
- Schildknaap Jeanet, die door anderen consequent "Schandknaap Jeanet" wordt genoemd en als vaste uitspraak "kutterdekut" bezigt. Schildknaap Jeanet draagt een roze wambuis. De naam Jeanet speelt mogelijk in op de hedendaagse Vlaamse betekenis van "Jeanet", een homoseksueel. (gespeeld door Jeremy Baker).
- Jonkvrouw Ann, die steeds in het begin aankomt en huilt omdat er iets is. Ze heeft daarbij de tekst "huilerdehuil" als uitroep (gespeeld door Celia van den Boogert).
- Mermelijn de tovenaar, die altijd halverwege een aflevering arriveert met zijn typische, wat verveelde groet "toverdetover allemaal", en vervolgens zegt "Ik zag alles in mijn bristallen kol. Ik bedoel mijn kristallen bol." Hij is altijd gekleed in een ochtendjas met een papieren puntmuts op, en hij zwaait met een stokje waar de kop van een mixer op zit. Iedere aflevering gebruikt hij minimaal nog een grappig bedoelde omdraaiing. Zijn vaste uitspraak is "tover-de-tover allemaal", waarop de anderen zeggen: "Dag mer-me-lijn!" Hij verschijnt altijd met een vaag met de computer gemaakt lichteffect waarachter je hem snel ziet binnenlopen.  Hij wordt gespeeld door Owen Schumacher

Alle personages hebben een Vlaams accent om de gelijkenis met Studio 100-producten te vergroten.

## Afleveringen

### Aflevering 1
Jonkvrouw Ann komt huilend aanlopen door de gang en als ze in de kamer is zegt ze tegen schildknaap Jeanet dat ze haar zakdoek kwijt is. Jeanet reageert dat ze het maar aan Ridder Rob moet vragen, die net binnen komt lopen, terwijl hij zijn neus snuit in een grote rode zakdoek. Hij geeft de zakdoek terug aan jonkvrouw Ann, maar die is boos omdat hij nu helemaal vies is en begint zo hard te huilen dat Ridder Robs helm dichtvalt. Op dat moment is er een lichtflits en komt Mermelijn de tovenaar binnen. Hij troost Jonkvrouw Ann en tovert een hele rits zakdoekjes uit zijn mouw. Zo is alles toch weer goed gekomen.

### Aflevering 2
Jonkvrouw Ann komt huilend aanlopen door de gang en als ze in de kamer is zegt ze tegen schildknaap Jeanet dat Ridder Rob kwijt is. Op dat moment is er een lichtflits en komt Mermelijn de tovenaar binnen. Hij legt uit dat Ridder Rob de avond tevoren de haan heeft opgegeten en daarom niet gewekt is. Vervolgens tovert hij Ridder Rob de kamer in. Zo is alles toch weer goed gekomen.

### Aflevering 3
Jonkvrouw Ann komt huilend aanlopen door de gang en als ze in de kamer is zegt ze tegen schildknaap Jeanet dat ze een geurtje ruikt. Jeanet merkt op dat er iemand een windje heeft gelaten, en vraagt of Jonkvrouw Ann dat is. Die vindt dat ze nooit windjes laat, en als ze ze laat ruiken ze naar bosviooltjes. Dan komt Ridder Rob binnen. Hij stinkt! Als zijn helm dichtvalt, wil schildknaap Jeanet hem niet helpen. Dan is er een lichtflits en komt Mermelijn de tovenaar binnen. Hij zegt dat Ridder Rob de pot heeft kwijtgemaakt, en dat hij daarom in zijn harnas heeft gepoept. Hij kan er met toverkracht niks aan doen, maar hij heeft wel het potje teruggevonden. Zo is alles toch weer goed gekomen.

### Aflevering 4
Jonkvrouw Ann komt gillend aanlopen door de gang en als ze in de kamer is zegt ze tegen schildknaap Jeanet dat ze een muis zag. Jeanet is ook bang van muizen dus ze gaan samen op een krukje staan. Ze roepen om hulp, in de hoop dat Ridder Rob hen komt redden. Ridder Rob komt niet opdagen. Dan is er een lichtflits en komt Mermelijn de tovenaar binnen. Mermelijn heeft alles gezien in zijn kristallen bol. Ze spelen het stuk gewoon verder zonder Ridder Rob. Mermelijn bedaart jonkvrouw Ann, omdat het geen muis was wat ze zag, maar een 'pluisje dat door de wind door de gang werd geblazen'. Ze lachen en is toch nog goed gekomen. Dan komt Ridder Rob veel te laat de serie binnen gelopen. Schildknaap Jeanet wil Ridder Rob niet helpen met zijn dichtgeslagen helm. Ze doen de aftiteling en gaan samen een 'pintje' drinken.

### Aflevering 5
Jonkvrouw Ann komt huilend door de gang binnenlopen. Ze zegt tegen schildknaap Jeanet die een sigaretje rookt dat ze zich verveelt. Schildknaap Jeanet vindt echter dat zij haar verveelt. Dan komt Ridder Rob binnenlopen. Jonkvrouw Ann vraagt hem of hij met haar wil spelen. Ridder Rob wil alleen niet met haar spelen, hij heeft geen zin om met meidenspulletjes te gaan spelen. Maar jonkvrouw Ann wil ook graag met een bal spelen. Helaas heeft jonkvrouw Ann geen bal. Dan valt opeens de helm dicht van Ridder Rob en schildknaap Jeanet helpt hem met zijn helm. Dan komt Mermelijn binnen en zegt dat hij alles zag in zijn kristallen bol. 'Ja en dan zag u dat wij geen bal hadden om te spelen en je tovert er een voor ons' zegt Ridder Rob. En zo komt er een bal de kamer binnen stuiteren. Mermelijn stemt met Ridder Rob in. 'En dan is het weer gedaan voor vandaag' zegt Ridder Rob tot slot. Ridder Rob heeft haast en zegt ook gelijk de tekst van Mermelijn. Zo is alles toch nog goed gekomen.

### Aflevering 6
Jonkvrouw Ann komt huilend door de gang binnenlopen. Ze heeft in haar vinger geprikt bij het borduren. 'Schandknaap Jeanet, wilt ge een kusje geven?' vraagt ze aan schildknaap Jeanet. Waarop Jeanet antwoordt: 'Nee, ik kus iedere dag al andermans reet.' Jonkvrouw Ann stelt voor dat Ridder Rob een kusje op haar vinger kan geven. Helaas komt hij (weer) niet. In plaats daarvan komt Mermelijn dronken aanzetten. Hij murmelt wat en geeft jonkvrouw Ann een pleister. Jonkvrouw Ann vraagt zich af waarom de serie Ridder Rob heet als hij er toch nooit is.
Ridder Rob komt aanstrompelen en vraagt of hij jonkvrouw Ann nog een kusje moest geven, maar zegt vervolgens: 'Ik kus niet, meiskes zijn stom.' Vervolgens valt zijn helm dicht en moet schildknaap Jeanet hem redden. 'Die malle Ridder Ro-... Oh nee we moeten eerst nog lachen. -hahaha- Die malle Ridder Rob!' zegt Jeanet. Zoals gewoonlijk eindigen ze weer met: 'Ik ben benieuwd wat er een volgende keer weer gaat gebeuren.'

### Aflevering 7
Jonkvrouw Ann komt zoals altijd huilend binnen. Wanneer schildknaap Jeanet haar niet van repliek dient, blijkt dit omdat de autocue kapot is. Ze besluiten om op Ridder Rob te wachten. Tijdens het wachten vraagt Jeanet of Ann nog "die blauwe Mercedes" heeft gekocht. Als Ridder Rob binnenkomt begrijpt hij de situatie niet en valt zijn helm weer eens dicht. Ann vertelt Ridder Rob dat zij en Jeanet een "goedkoop kinderserieke bij elkaar aan het improviseren" zijn. Dan komt Mermelijn binnen. Hij weet niet wat hij moet zeggen, en bedenkt dat hij de hond aan het uitlaten was, en wel "Samson, uit die andere goedkoop in elkaar geragde serie". Hierna besluiten de acteurs dat het wel weer genoeg is geweest. Exact hetzelfde zal de volgende keer weer beginnen. Mermelijn vat de opname samen, het ging eigenlijk best wel goed. Die kinderkes hebben het immers toch niet door, alleen zij, want zij zijn de professionals.

### Ridder Rob Reclame
In de Ridder Rob-serie kwam ook een ware reclame voor om Ridder Rob merchandise aan kleine kindertjes aan te smeren. Ridder Rob komt binnen met de woorden Ahoi, plopperdeplopper, ik bedoel Dáág ridders en ridderinnekes. In de reclame worden allerlei producten aangeprezen als Ridder Robwashandjes, ledikantjes en kinderwantjes, Ridder Rob badschuim sop, een rubberen Ridder Rob opblaaspop (voor wie goesting heeft), kutterdekutkaakjes (Veroest! Zoiets heb ik nog nooit geproefd), Mermelijns magische tover-de-toverballen (ze veranderen NIET van kleur, als dat geen verrassing is) en een Jonkvrouw Ann Barbie Scharminkel, waarbij je op de "borstjes" kunt drukken, waarna de pop Huilerdehuil uitslaakt (Wil jij haar troosten?). Tevens kun je kaartjes voor Ridderrobsaland winnen, naar het pretpark Plopsaland, een overdekt winkelcentrum met hier en daar een frietkot of een aftandse middeleeuwse draaimolen. Je maakt ook kans om Ridder Rob tegen te komen in een van die leuk bedoelde voorstellingen.

## Titelsong
Wie rijdt er op een paard met een zwiebelstaart
In galop? Ridder Rob!
Wie valt daar dan af maar springt in een draf d'r weer op?
Ridder Rob, Ridder Rob!
Met schildknaap Jeanet
En met Jonkvrouw Ann
En Mermelijn, die toveren kan
Weer zo'n kinderachtig ridderavontuur
Zeg, wie is toch die vent
Met meer geld dan talent
Die onleuke Belgenmop?
Ridder Rob, Ridder Rob, Ridder Rob!
Verroest!!! -Hahaha-